# 경주 망덕사지 당간지주
경주 망덕사지 당간지주(慶州 望德寺址 幢竿支柱)는 대한민국 경상북도 경주시에 있는 통일신라 시대의 당간지주이다. 1963년 1월 21일 대한민국의 보물 제69호로 지정되었다.

## 개요
당간은 사찰에서 불교의식이 있을 때 달던 당(幢)이라는 기를 달던 깃대를 말하며, 당간지주는 이 당간을 양쪽에서 지탱시켜주는 두 돌기둥을 이른다.
이 당간지주는 망덕사터 서쪽에 65cm 간격으로 서로 마주보고 서 있다. 표면에 아무런 조각과 장식을 두지 않는 대신, 지주 바깥면의 모서리를 윗부분부터 줄어들게 하여 장식적인 효과를 내었다. 기둥머리는 안쪽 측면에서 바깥면으로 내려오면서 곡선을 그리며 외부로 6cm쯤 깎여져 경사를 이루고 있고, 안쪽 윗면에 당간을 고정시키기 위한 네모난 홈을 만들었다.
각 면에 비록 조각은 없으나 소박하고 웅장한 기풍을 나타내고 있다. 망덕사는『삼국유사』의 기록에 의하면, 통일신라 신문왕 5년(685)에 창건된 사찰인데 이 당간지주도 당시에 같이 조성된 것으로 보인다.

## 현지 안내문
당간은 옛날 절에서 불교의식이 있을 때 달던 당이라는 깃발을 달았던 깃대인데, 당간을 고정시키기 위해 양옆에 세운 돌 기둥을 당간지주라고 한다.
이 당간지주는 망덕사터 서남쪽에 65cm 간격으로 서로 마주보고 서 있으며 형태를 보면 안쪽면은 위로 평면을 이루고, 나머지 세 면은 아랫쪽에서 위로 가면서 점차 가늘어진다.
기둥의 맨 위는 바깥쪽이 둥글고 경사지게 처리되었다. 바깥쪽 양 모서리는 중간쯤에서부터 위로 모를 죽였으나 다른 장식은 없다. 보통은 상·중·하 세 곳, 또는 상·하 두 곳에 당간을 고정시키던 구멍이 남아 있다. 그런데 이 당간지주는 맨 위쪽 끝에만 네모나게 홈을 파서 당간을 고정시키도록 되어 있다.
삼국유사의 기록에 의하면 이곳 망덕사는 신라 신문왕 5년(685)에 처음 건립되었다. 이 당간지주도 절이 처음 건립될 때의 것으로 추정된다. 따라서 통일신라시대 초기의 양식이나 조각수법을 보여준다는 점에서 중요하다.

## 사진

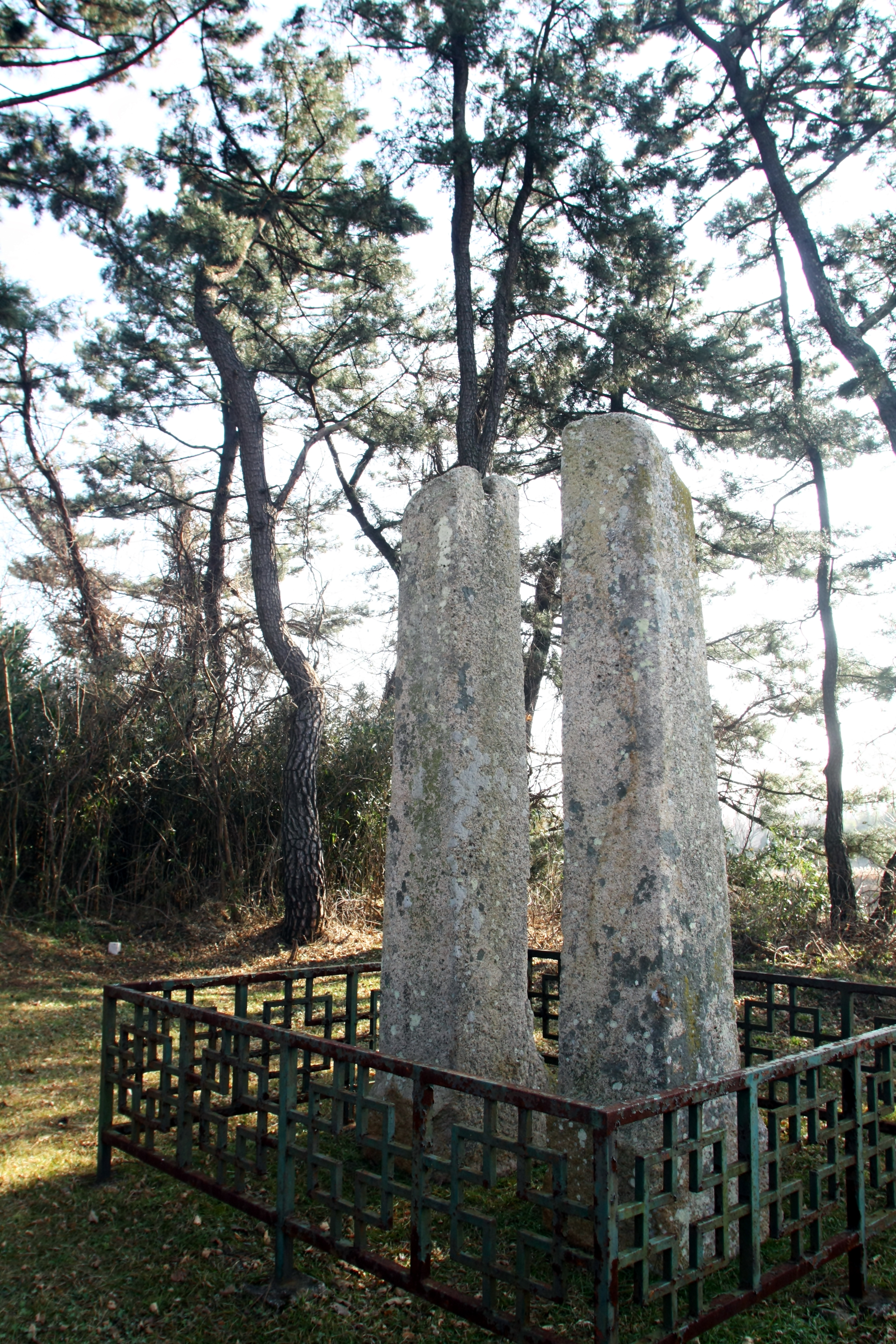
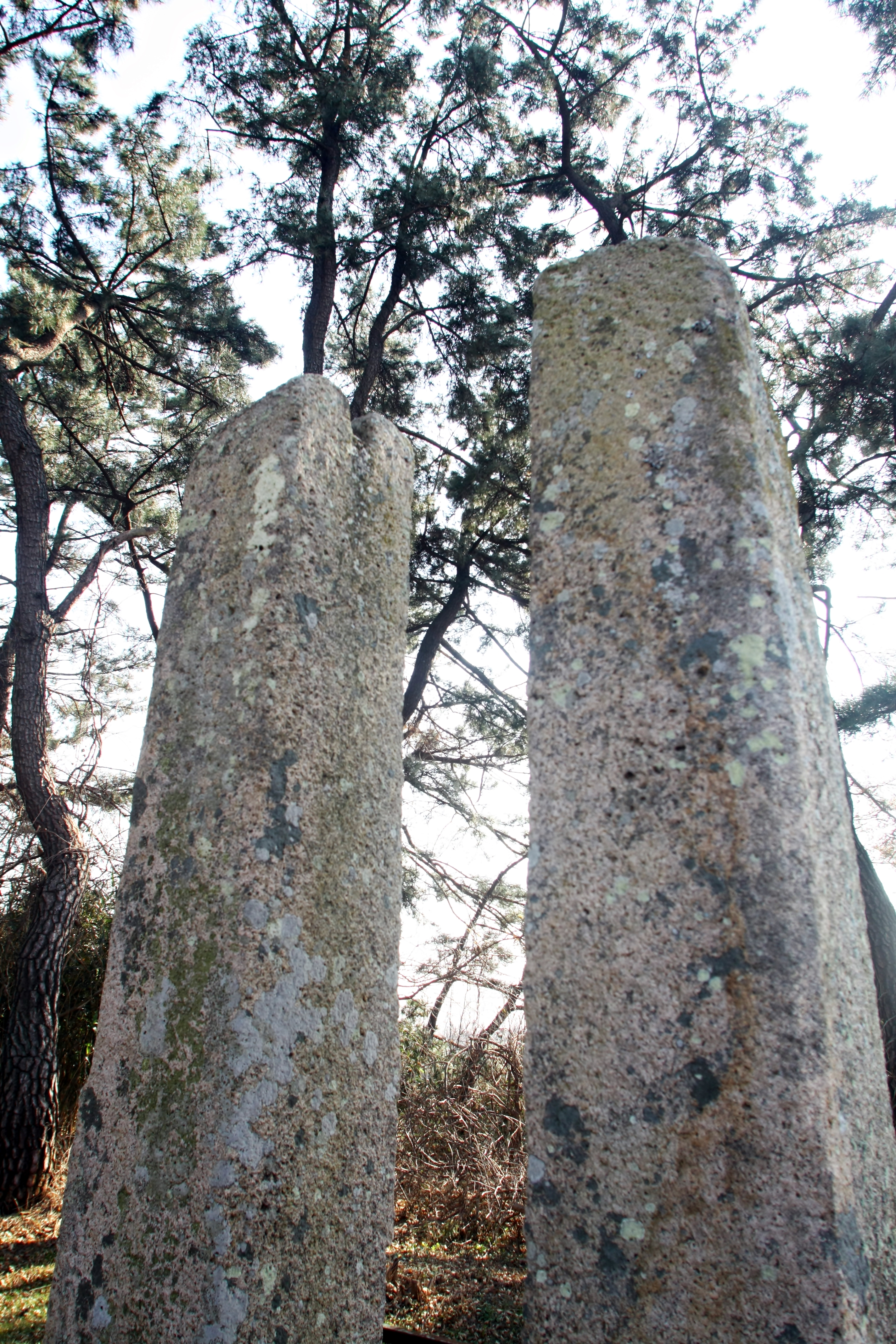
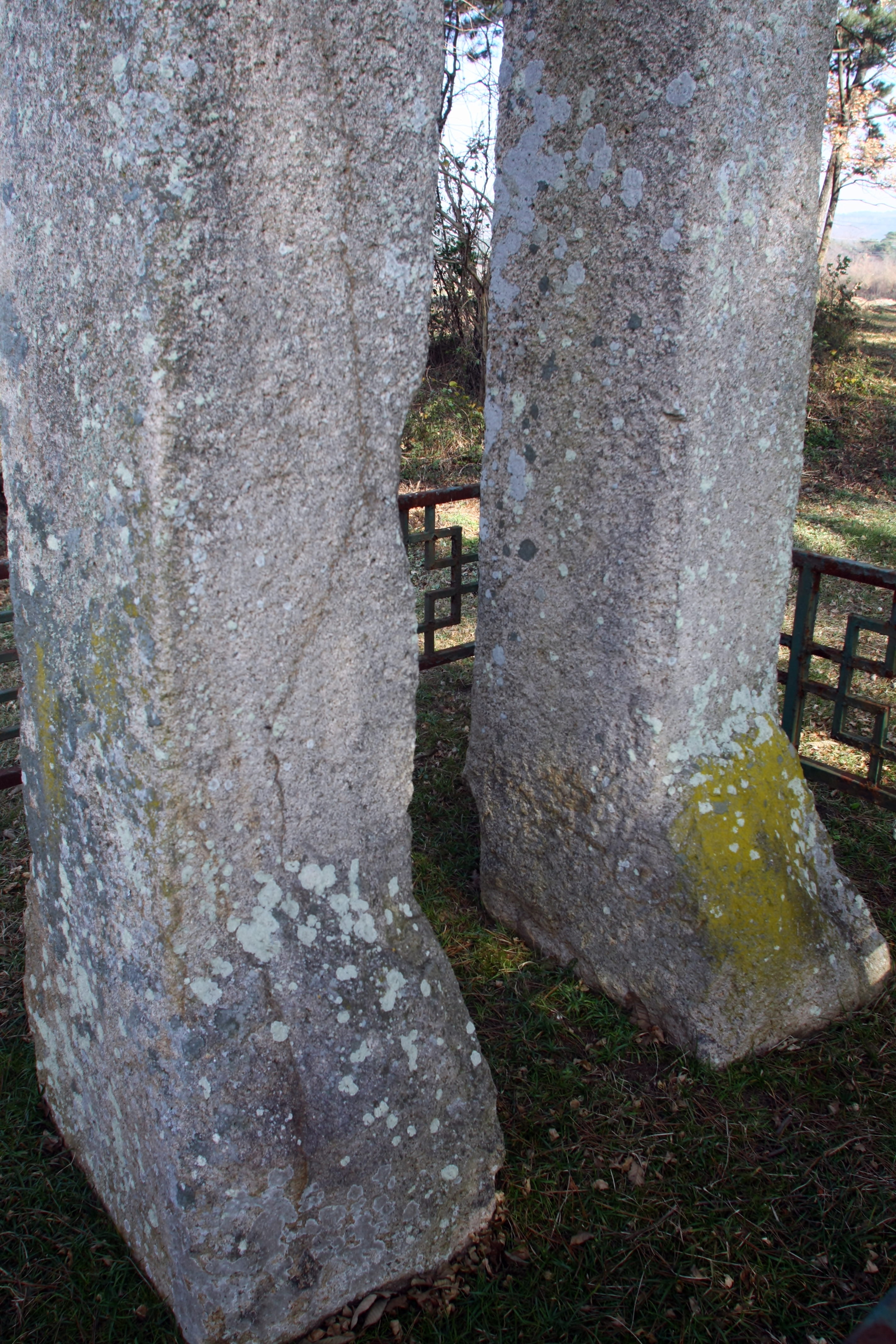

## 같이 보기
- 경주 망덕사지 - 사적 제7호

## 참고 자료
- 경주 망덕사지 당간지주 - 국가유산청 국가유산포털